# Shitoku
Shitoku (japanska: 至徳?, Shi-toku), 1384–1387, är en period i den japanska tideräkningen, vid det delade Japans norra tron. Shitoku infaller under södra tronens Genchū. Kejsare vid den norra tronen var Go-Komatsu och shogun var Ashikaga Yoshimitsu.
Perioden har fått namn från ett citat ur den konfucianska klassikern Xiao Jing.
Två korta kinesiska perioder har exakt samma namn (med kinesiska tecken), men annat uttal: perioden 582–586 under Chendynastin (under de sydliga och nordliga dynastierna), och perioden 756–758 under Tangdynastin.